# Boldklubben Frem
Boldklubben Frem af 1886 – duński klub piłkarski z siedzibą w Kopenhadze założony w 1886.

## Sukcesy
Opracowano na podstawie:
- 6 razy mistrzostwo Danii: 1923, 1931, 1933, 1936, 1941, 1944
- 9 razy wicemistrz Danii: 1930, 1935, 1937, 1938, 1948, 1958, 1966, 1967, 1976
- 6 razy 3. miejsce w lidze duńskiej: 1934, 1955, 1957, 1968, 1971, 1992
- 2 razy zdobywca Pucharu Danii: 1956, 1978
- 3 razy finalista Pucharu Danii: 1969, 1971, 1981

## Europejskie puchary
Legenda do wszystkich tabel:
- Q – runda eliminacyjna, 1/16, 1/8, 1/4, 1/2 – odpowiednia faza rozgrywek, Grupa – runda grupowa, 1r gr – pierwsza runda grupowa, 2r gr – druga runda grupowa, F – finał, R – runda, PO – play-off
- k. – rzuty karne, los. – losowanie, Dogr. – dogrywka, w. – zasada bramek strzelonych na wyjeździe

| Sezon   | Rozgrywki                 | Runda | Przeciwnik             | Dom | Wyjazd | Ogólnie |
| ------- | ------------------------- | ----- | ---------------------- | --- | ------ | ------- |
| 1967/68 | Puchar Miast Targowych    | 1R    | Athletic Bilbao        | 0–1 | 2–3    | 2–4     |
| 1969/70 | Puchar Zdobywców Pucharów | 1R    | St. Gallen             | 2–1 | 0–1    | 2–2, w. |
| 1972/73 | Puchar UEFA               | 1R    | FC Sochaux-Montbéliard | 2–1 | 3–1    | 5–2     |
| 1972/73 | Puchar UEFA               | 2R    | FC Twente              | 0–5 | 0–4    | 0–9     |
| 1977/78 | Puchar UEFA               | 1R    | Grasshoppers           | 0–2 | 1–6    | 1–8     |
| 1978/79 | Puchar Zdobywców Pucharów | 1R    | AS Nancy               | 2–0 | 0–4    | 2–4     |
| 1992/93 | Puchar UEFA               | 1R    | Neuchâtel Xamax        | 4–1 | 2–2    | 6–3     |
| 1992/93 | Puchar UEFA               | 2R    | Real Saragossa         | 0–1 | 1–5    | 1–6     |